# Il cavaliere della vendetta
Il cavaliere della vendetta (Wild Bill Hickok Rides) è un film western in bianco e nero, diretto da Ray Enright nel 1942.

## Trama
Un gruppo di malviventi e nullafacenti si insedia in un piccolo paese dell'Arizona con lo scopo di impadronirsi di tutto il territorio e di cacciare tutti gli abitanti o uccidere coloro che si rifiutano di allontanarsi. Fortunatamente interviene Wild Bill Hickok che, oltre a sventare il piano, riesce ad ammansire tutti i banditi.

## Produzione
Il film fu prodotto dalla Warner Bros. Pictures (con il nome Warner Bros. Pictures Inc.)

## Distribuzione
Distribuito dalla Warner Bros. Pictures (con il nome Warner Bros. Pictures Inc.), il film uscì nelle sale cinematografiche statunitensi il 31 gennaio 1942. In seguito ne venne fatta una riedizione che uscì il 7 dicembre 1946.